# Mauremys
Mauremys Gray, 1869 è un genere della famiglia dei Geoemididi. Le tartarughe ad esso ascritte sono originarie di Europa, Asia e Africa.

## Tassonomia
Comprende le seguenti specie:
- Mauremys annamensis (Siebenrock, 1903) - tartaruga palustre del Vietnam
- Mauremys caspica (Gmelin, 1774) - tartaruga palustre del Caspio
- Mauremys japonica (Temminck & Schlegel, 1835) - tartaruga palustre del Giappone
- Mauremys leprosa (Schweigger, 1812) - tartaruga palustre mediterranea
- Mauremys mutica (Cantor, 1842) - tartaruga palustre gialla
- Mauremys nigricans (Gray, 1834) - tartaruga cinese collo rosso
- Mauremys reevesii (Gray, 1831) - tartaruga cinese palustre tricarinata
- Mauremys rivulata (Valenciennes, 1833) - tartaruga palustre dei Balcani
- Mauremys sinensis (Gray, 1834) - tartaruga cinese dal collo striato